# Fernando Sánchez Marcos
Fernando Sánchez Marcos (Ávila, 19 de enero de 1943-Barcelona, 4 de julio de 2020) fue un historiador español especialista en Edad Moderna, historiografía y cultura histórica. 

## Biografía
Pasó gran parte de su infancia y juventud en Salamanca, donde su padre, Fernando Sánchez León, fue director del hospital de Los Montalvos. Recibió su doctorado en Filosofía e Historia en la Universidad de Barcelona (UB) en 1973 con la disertación Cataluña y el gobierno central después de la Guerra dels Segadors (1652-1679).
Fue profesor en la Facultad de Filosofía y Letras de Palma de Mallorca (UB) desde 1967. En 1977 se trasladó al Departamento de Historia Moderna de la Facultad de Geografía e Historia (UB). Es catedrático emérito de Historia Moderna.
Entre 2002 y 2013, dirigió la maestría en Historia y Comunicación Cultural con Joan Lluís Palos Peñarroya.
Fue vicepresidente de la Fundación Española para la Historia Moderna. Es miembro de la Comisión Internacional de Teoría e Historia de la Historiografía (CICH), donde fue tesorero de 1990 a 1999. Participó en la junta asesora en línea de FilmHistoria. Contribuyó a la fundación de Pedralbes. Revista de Historia Moderna.
En 2009 fundó y dirige el portal web bilingüe Culturahistorica.org, que está especializado en el mundo hispano en las áreas de historia, teoría de la historia y cultura histórica.
Fernando Sánchez Marcos está casado y tiene dos hijos. Falleció en Barcelona el 4 de julio de 2020 a los 77 años de edad.

## Publicaciones
- Invitación a la Historia: La historiografía, de Heródoto a Voltaire, a través de sus textos. Barcelona: Editorial Labor, 1993, ISBN 978-84-335-3051-6. (Tercera edición en Barcelona: Idea Books, 2002, ISBN 84-335-3051-8.)[12]
- Cataluña y el Gobierno Central tras la Guerra de los Segadores (1652-1679): El papel de Don Juan de Austria en las relaciones entre Cataluña y el Gobierno central . Barcelona: Publicaciones y Ediciones de la Universidad de Barcelona, 1983.
- Las huellas del futuro: historiografía y cultura histórica en el siglo XX . Barcelona: Publicaciones y Ediciones de la Universidad de Barcelona, 2012.[13]